# Zapalenie skóry szpary międzypalcowej

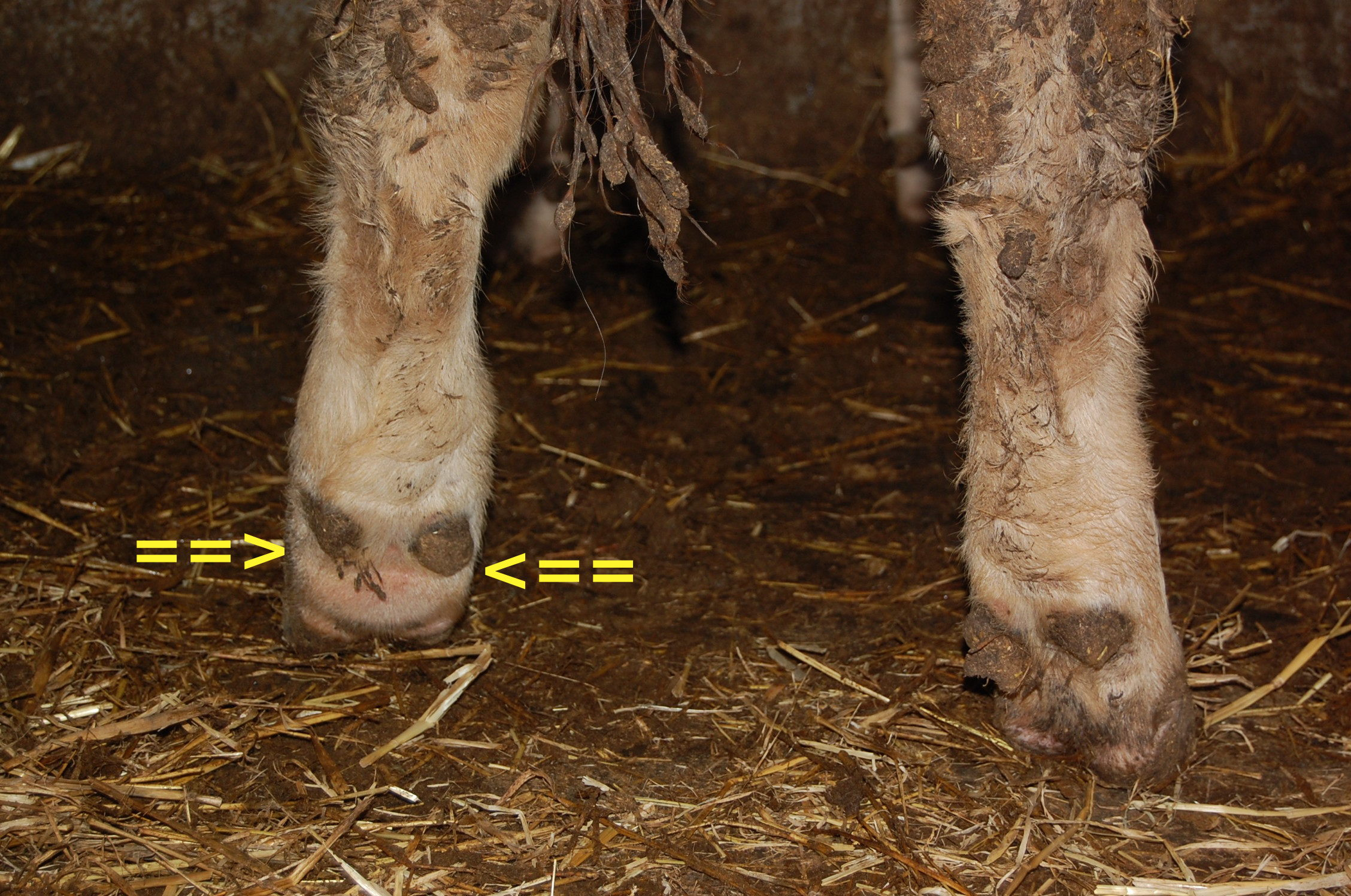
Ropowica skóry szpary międzyracicznej (Phlegmon interdigitalis) u wołu; strzałki pokazują symetryczne powiększenie racic

Zapalenie skóry szpary międzypalcowej (Dermatitis interdigitalis), znana również jako zanokcica lub kulawka, to infekcja kopyt powszechnie występująca u owiec, kóz i bydła. Choroba powoduje gnicie stopy zwierzęcia, a dokładniej obszaru między dwoma palcami/racicami chorego zwierzęcia. Jest to niezwykle bolesne i zaraźliwe. Można to leczyć za pomocą szeregu leków, ale jeśli nie ma leczenia, zakażone może zostać całe stado. 
Przyczyną infekcji u bydła są dwa gatunki bakterii beztlenowych, Fusobacterium necrophorum i Bacteroides melaninogenicus. Obie bakterie są powszechne w środowisku, w którym żyje bydło, a Fusobacterium występuje w żwaczu i kale bydła. U owiec F. necrophorum po uszkodzeniu skóry najpierw atakuje skórę między racicami i powoduje zmiany międzypalcowe ora ropowica skóry z niewielki stan zapalny. Drugi etap choroby, ropowica skóry szpary międzyracicznej (Phlegmon interdigitalis) charakteryzuje się inwazją stopy przez bakterię Dichelobacter nodosus, Gram-ujemny beztlenowiec. Zwykle uszkodzenie skóry między racicami umożliwia bakteriom zarażenie zwierzęcia. Innym czynnikiem sprzyjającym zanokcicy może być wysoka temperatura lub wilgotność, które powodują pękanie skóry między kopytami i umożliwiają bakteriom zainfekowanie stopy. Jest to jeden z powodów, dla których zanokcica jest tak poważnym problemem latem. Zanokcicę można łatwo rozpoznać po wyglądzie i nieprzyjemnym zapachu.

## Oznaki infekcji
Pierwszą oznaką infekcji jest puchnięcie skóry pomiędzy racicami kopyt (zapalenie tkanki łącznej). Obrzęk pojawia się zwykle 24 godziny po zakażeniu. Skóra między racicami może być bardzo czerwona i delikatna, a racice mogą się rozdzielić z powodu obrzęku. Jest to bardzo bolesne dla zwierzęcia i może spowodować kulawiznę. Zwierzę może mieć również podwyższoną temperaturę ciała. Wzdłuż zakażonej części może rozwinąć się pęknięcie, które ma kolor żółty. Stopa będzie miała nieprzyjemny zapach. Ścięgna i stawy w okolicy mogą ulec zakażeniu, co jest znacznie trudniejsze w leczeniu. U niektórych zwierząt obserwuje się stan zwany „super foot rot” (dosł. "super zgnilizna stóp"). Zakażenie tą formą choroby następuje znacznie szybciej i zwykle ma znacznie poważniejszy przebieg. Większość normalnych metod leczenia zanokcicy nie wyleczy tej formy i należy natychmiast skontaktować się z weterynarzem.
Choroba przebiega inaczej u bydła i owiec i nie uważa się, aby doszło do zakażenia krzyżowego

## Profilaktyka i leczenie
Pierwszy zabieg w wypadku pojawienia się choroby polega na dokładnym oczyszczeniu kopyta i zbadaniu, aby ustalić, czy na pewno przyczyną infekcji jest zanokcica. Utrzymywanie rany w czystości i stosowanie antybiotyków (w Polsce zaleca się np. miejscowe zastosowanie sprejów zawierających ksytetracyklinę lub rifaksyminę, w Stanach Zjednoczonych florfenikol), może pomóc w ograniczeniu rozprzestrzeniania się infekcji. Zakażone zwierzęta należy trzymać w suchym miejscu do czasu wygojenia. Jeśli po trzech do czterech dniach zwierzę nie wykazuje żadnych oznak zdrowienia, oznacza to, że bakteria mogła zainfekować inne tkanki stopy. Skutecznym sposobem leczenia takich przypadków może być wlew antybiotyku do żył stopy. Należy rozważyć amputację kopyt, a w bardzo ciężkich przypadkach eutanazję. 
Najlepszym sposobem zapobiegania zanokcicy jest zapobieganie urazom stóp. Pięć etapów profilaktyki u owiec stosowanych w Europie to: 
1. Separacja (często brakowanie) chorych i wielokrotnie zarażonych zwierząt
2. Kwarantanna osobników przychodzących do stada
3. Szybkie leczenie przypadków klinicznych;
4. Profilaktyka rozprzestrzeniania się zakażeń kulawiznowych (dezynfekcja, bramki, obszary obsługi, koryta wodne);
5. Szczepienia ochronne

Opracowano szczepionki, ale ich skuteczność jest wątpliwa, a odporność, jaką zapewniają, jest krótkotrwała